# مها قنوت
مها قنوت كاتبة وشاعرة وصحفية سوريا من حماة.عضو مجلس الشعب عن محافظة دمشق في الدور التشريعي السابع 1998 -2002 ،وزيرة الثقافة في حكومة حكومة مصطفى ميرو الأولى بين عامي 2000 و 2001، رئيس مكتب العلاقات الخارجية في الاتحاد العام النسائي،عضو في جمعية القصة والرواية التابعة لـ اتحاد الكتاب العرب.

## ولادتها وتحصيلها
مها قنوت بنت محمد عارف من مواليد دمشق 1953م، حاصلة على دكتوراه في الأدب العربي من "جامعة دمشق".

## كتبها وآثارها
"ورقة الخمسين"، و"سويد بن أبي كاهل"، و"صرخة الهاشمية"، والمجموعة الشعرية "بوح".الصحراء في الشعر الجاهلي.